# 工藤泰三
工藤 泰三（くどう やすみ、1952年（昭和27年）11月14日 - ）は、日本の海事実業家。日本郵船代表取締役社長や、同社代表取締役会長、日本経団連副会長、日本船主協会会長等を歴任した。

## 経歴
- 大分県別府市生まれ
- 1975年 - 慶應義塾大学経済学部卒業
  - 同年、日本郵船株式会社入社
- 1998年 - セミライナーグループ長
- 2001年 - 自動車船グループ長
- 2002年 - 経営委員
- 2004年 - 常務取締役
- 2006年 - 代表取締役・専務経営委員
- 2008年 - 代表取締役・副社長経営委員
- 2009年 - 代表取締役社長[1]・社長経営委員
- 2015年 - 代表取締役会長・会長経営委員、日本経済団体連合会副会長[2]
- 2019年 - 特別顧問[3]
- 2020年 - 三菱財団評議員[4]、ホテルグランドパレス取締役[5]
- 2021年 - ENEOSホールディングス取締役[6]、パレスホテル取締役[7]、東京海洋大学理事[8]